# Emil Přikryl
Emil Přikryl (* 28. prosince 1945, Bílovec) je český architekt a profesor v Ateliéru architektonické tvorby Akademie výtvarných umění v Praze.

## Život
Narodil se v rodině malíře a učitele výtvarné výchovy. V letech 1962–1968 vystudoval fakultu architektury Českého vysokého učení technického v Praze v ateliéru profesora Františka Cubra. V roce 1968 se František Cubr stal profesorem Školy architektury AVU. Emil Přikryl pokračoval ve studiu na AVU v letech 1968–1970 a 1971–1972. Současně se stal v roce 1969 členem Školky SIALu pod vedením Karla Hubáčka. V SIALU byli jeho kolegy například John Eisler, Miroslav Masák, Martin Rajniš a Jiří Suchomel.
V roce 1982 pracoval půl roku v ateliéru Josefa Paula Kleihuese v Západním Berlíně. V Západním Berlíně také realizoval se svými kolegy ze SIALU sociální bytový dům pro IBA (Internationale Bauausstellung) Berlin.
V roce 1990 opustil SIAL a byl jmenován docentem na Škole architektury AVU, kde působil do roku 2018. V roce 1991 byl jmenován profesorem. Ve stejném roce vystavoval se svými studenty na Benátském bienále.
V roce 2010 byl v galerii v Lounech za celoživotní dílo a charakterní postoje vyznamenán Poctou České komory architektů. Nejvyšším oceněním v oboru v České republice.

## Dílo

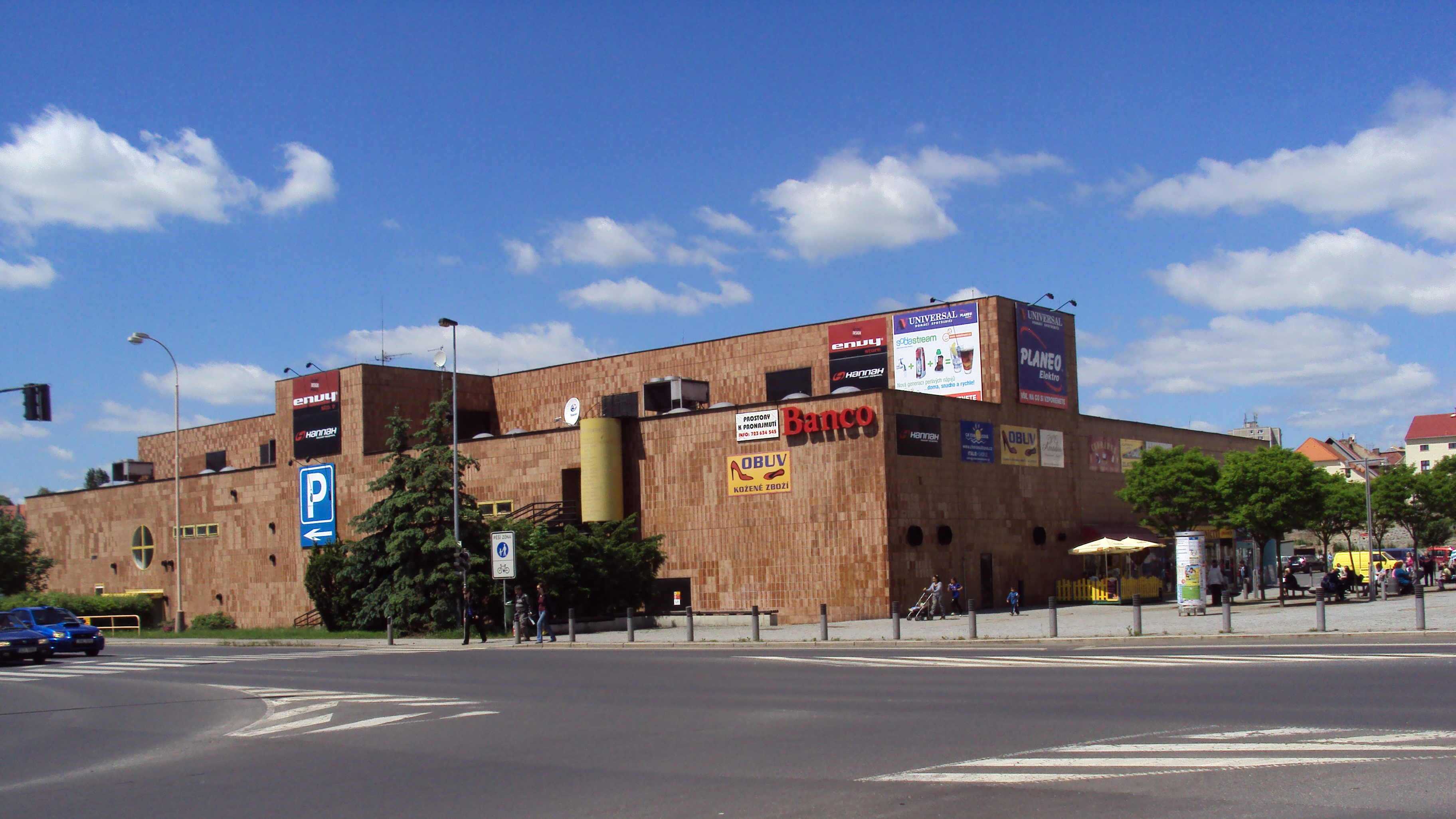
Nákupní středisko Uran, Česká Lípa, nyní obchodní dům Banco.

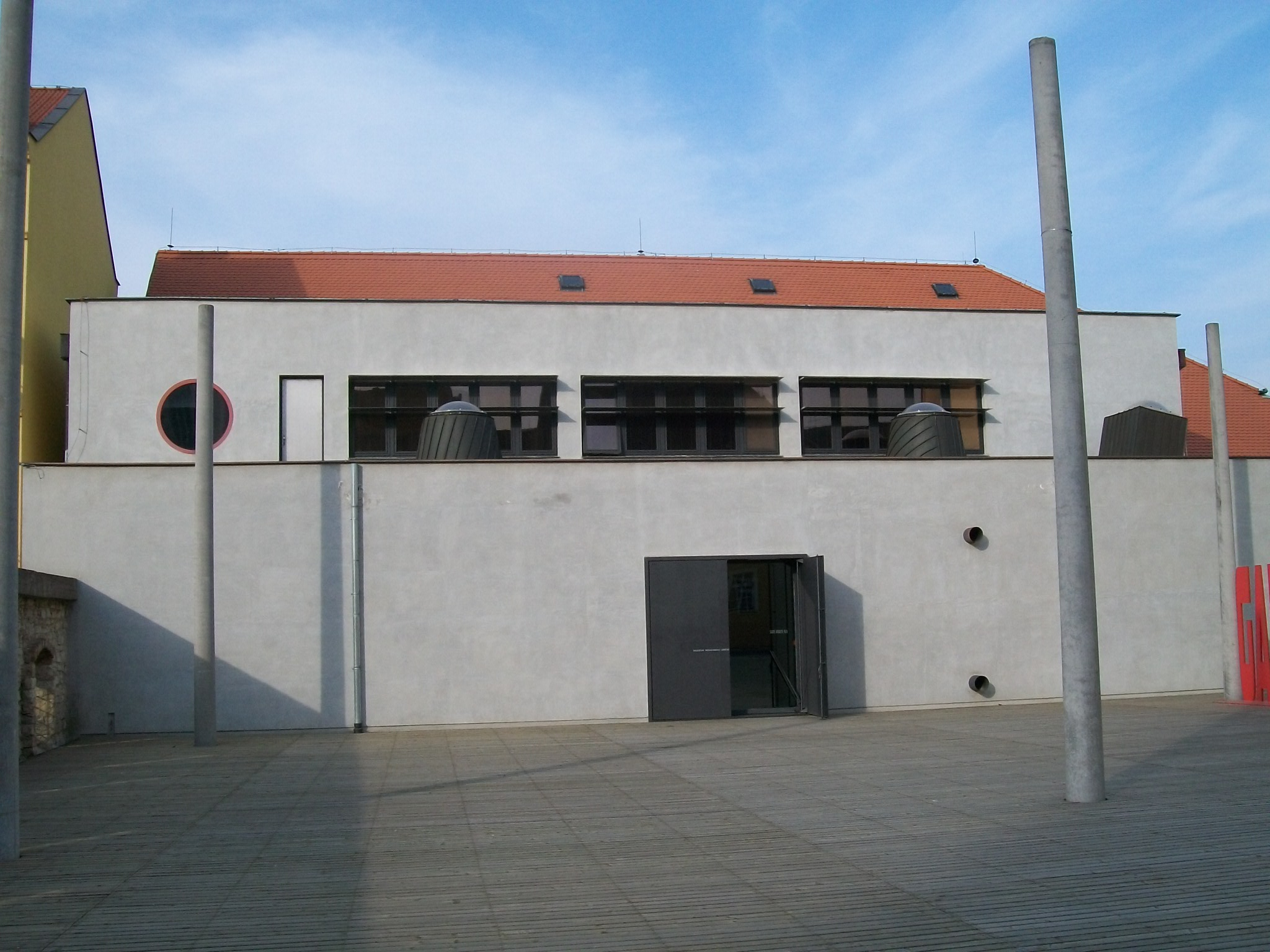
Galerie Benedikta Rejta, Louny

### Realizace
- Rodinný dům Věry Chytilové, Praha 7-Troja, čp. 619, Pod Havránkou 22, projekt 1970–1972, realizace 1974–1975[1]
- Rodinný dům manželů Širůčkových, Bílovec, čp. 899, Za nemocnicí 17, projekt 1975, realizace 1975–1981[2][3]
- Nákupní středisko Uran, Česká Lípa, Dr. Edvarda Beneše, čp. 2662, projekt 1980, realizace 1980–1983
- Sociální bytový dům IBA, Západní Berlín, Kreuzberg, Lindenstrasse, projekt 1983, realizace 1984–1985, spoluautoři: John Eisler, Jiří Suchomel[4]
- Rodinný dům manželů Dreslerových, Bílovec, čp. 1023, Labuť 27, projekt 1989–1990, realizace 1990–1992,[2][3]
- Rekonstrukce Galerie Benedikta Rejta, Louny, čp. 34, Pivovarská ulice 29,
- Zahradní domek manželů Stanovských, Bílovec, osada Rozkvět 79, projekt 1995, realizace 1995–1997,[2]

### Ocenění díla
- Pocta České komory architektů za rok 2009[5]
- Cena Ministerstva kultury za přínos v oblasti architektury za rok 2012[6]